# Frances Jennings Casement
Frances Jennings Casement (ur. 23 kwietnia 1840 w Painesville, zm. 24 sierpnia 1928) – amerykańska działaczka na rzecz praw kobiet.

## Życiorys
Urodziła się 23 kwietnia 1840 w miejscowości Painesville, położonej na terenie Lake County w stanie Ohio. Była jedyną córką Charlesa C. i Mehetable Park Jenningsów. Ojciec Frances był nauczycielem i pracował w szkolnictwie publicznym. W 1852 Frances ukończyła Painesville Academy, a w 1856 Willoughby Female Seminary. W 1857 wyszła za mąż za późniejszego generała, uczestnika wojny secesyjnej Johna Stephena Casementa, który kierował budową transkontynentalnej linii kolejowej. Miała z nim jednego syna, Dana Dillona.
Dużo czasu spędzała bez męża, zajętego pracą w terenie. Kiedy w 1870 odwiedziła go w stanie Wyoming, zetknęła się z sufrażystkami, Susan B. Anthony i Elizabeth Cady Stanton. Pod wpływem tego spotkania sama zaangażowała się w walkę o prawa kobiet. W szczególności próbowała łagodzić różnice zdań pomiędzy dwiema największymi organizacjami feministycznymi tamtego czasu, National Woman Suffrage Association i American Woman Suffrage Association. Obie te organizacje, między innymi dzięki jej staraniom, połączyły się w 1890 w National American Woman Suffrage Association (NAWSA). Zorganizowała Equal Rights Organization w Painesville i była przewodniczącą Woman Suffrage Association w Ohio od 1885 do 1888. W 1920 NAWSA doceniła jej pionierski wkład w ruch kobiecy. Frances dożyła uchwalenia w 1920 19 poprawki do Konstytucji Stanów Zjednoczonych, która nadała kobietom prawa wyborcze. Zmarła osiem lat później, 24 sierpnia 1928.